# Noé Conti
Pour les articles homonymes, voir Conti.
Noé Conti, né le 8 mars 1933 à Montefalco (Ombrie) et mort le 4 juin 2015 à Rome, est un coureur cycliste italien, professionnel de 1958 à 1962. Son frère Franco Conti (1951) et son neveu Valerio Conti (1993) sont également coureurs professionnels.

## Palmarès

### Palmarès amateur
- 1952
  - 3e du Tour d'Ombrie
- 1953
  - 2e de la Coppa 29 Martiri di Figline di Prato
- 1954
  - Gran Premio Pretola
- 1956
  - 2e de la Coppa Messapica

### Palmarès professionnel
- 1958
  - 9e étape du Giro dei Due Mari
  - 2e du Tour de Sicile en ligne
  - 2e du Tour d'Émilie
  - 3e du Tour des Apennins
- 1959
  - Coppa Bernocchi
  - 3e du Tour de Sicile
  - 3e du Trophée Matteotti
- 1960
  - 2e du Grand Prix Altopascio
  - 3e du Tour des Alpes Apuanes
- 1961
  - 2e du Tour de Campanie
  - 3e du Tour de la province de Reggio de Calabre

## Résultats sur les grands tours

### Tour d'Italie
5 participations
- 1958 : abandon
- 1959 : 27e
- 1960 : 33e
- 1961 : 27e
- 1962 : 33e